# Міхал Франек
Міхал Франек (чеськ. Michal Franek; 18 січня 1967, Ґбеляни, Жиліна) — чехословацький боксер, призер чемпіонатів Європи.
Міхал Франек — молодший брат Яна Франека, боксера, призера Олімпійських ігор 1980.

## Спортивна кар'єра
1985 року на молодіжному чемпіонаті світу Міхал Франек став чемпіоном.
1986 року на чемпіонаті світу серед дорослих в категорії до 71 кг програв в першому бою. Також в першому бою програв і на чемпіонаті Європи 1987.
На Олімпійських іграх 1988 Франеку не пощастило з жеребом, і він вибув після першого бою, програвши Рою Джонсу (США) — 0-5.
На чемпіонаті Європи 1989 Міхал Франек виступав вже в категорії до 75 кг і здобув три перемоги, перш ніж програв у фіналі олімпійському чемпіону Генрі Маске (Німеччина) — 0-5.
На чемпіонаті Європи 1991 знов завоював срібну медаль, після трьох перемог програвши у фіналі Свену Оттке (Німеччина) — 13-43.
На Олімпійських іграх 1992 програв в першому бою Лі Син Бе (Південна Корея) — 2-6.